# Aníbal Ponce
Norberto Aníbal Ponce, mais conhecido como Aníbal Ponce (Buenos Aires, Argentina, 6 de junho de 1898 - México, 18 de maio de 1938), foi um ensaísta, psicólogo, professor e político argentino.

## Biografia
Órfão, desde a adolescência começou a demonstrar virtudes como escritor e pensador. Obteve a Medalha de Ouro por sua promoção na Escola Nacional de Buenos Aires. Antes de terminar os estudos, foi premiado com uma redação sobre Nicolás Avellaneda. Estudou Medicina na Universidade de Buenos Aires até o terceiro ano, em 1918, quando uma briga com um professor, que o havia reprovado injustamente, o fez interromper os estudos formais e se dedicar à pesquisa em Psicologia, sendo um dos pioneiros na Argentina e na América Latina. Em 1920 conheceu José Ingenieros, com quem será codiretor da Revista de Filosofía, assumindo a direção quando Ingenieros morreu em 1925.
Em 1930 fundou o Colegio Libre de Estudios Superiores, em cuja publicação Cursos e Conferências apareceu, em vários números, "Educação e luta de classes" , obra fundamental, em 1934. Durante esses anos, ele começou a servir no Partido Comunista da Argentina e visitou a União Soviética . Em 1935 fundou a Associação de Intelectuais, Artistas, Jornalistas e Escritores (AIAPE), da qual foi o primeiro presidente.
Ponce ocupou cátedras de psicologia em várias casas de estudos superiores na Argentina. Em 1936, quando sua figura estava em pleno crescimento, ele foi exonerado de seus cargos por sua adesão ao marxismo e sua militância ativa. Decidiu exilar-se no México, onde ministrou cursos de psicologia, ética, sociologia e dialética em diferentes universidades, sem deixar sua militância política. Ele ingressou na Liga de Escritores e Artistas Revolucionários do México (LEAR). Por fim, decidiu se estabelecer na cidade de Morelia, no estado de Michoacán, e obteve um cargo permanente na Universidad Michoacana de San Nicolás de Hidalgo, conhecida por sua tendência marxista.
Em 1938 , na rodovia entre Morelia e a Cidade do México, um acidente de trânsito deixou-o com ferimentos internos que não foram descobertos a tempo, causando sua morte.

## Pensamento
Na Argentina, entre as décadas de 1920 e 1930, Ponce publicou vários textos em várias áreas da psicologia, especialmente genética, psicologia do desenvolvimento e educacional. Sua produção na psicologia também inclui incursões interessantes em tópicos como raciocínio, adaptação, sentimentos e o "espírito de contradição". Ponce desenvolveu uma abordagem teórica original que articulou as concepções de José Ingenieros, Alfred Adler, Jean Piaget e Lucien Lévy-Bruhl. A essas influências foi adicionada a de Karl Marx e do marxismo dos anos 1930. Seu livro "Educação e luta de classes" teve grande impacto na história educacional brasileira. O livro analisa historicamente e de um ponto de vista marxista, a forma como a estrutura socioeconômica determinou os sucessivos modelos educacionais dominantes em cada época.

## Obras publicadas
- Ambición y angustia en los adolescentes – década de 1920

- La vejez de Sarmiento – antes de 1925
- Condiciones para la universidad libre – entre 1925 e 1930
- Humanismo burgués y humanismo proletario: de Erasmo a Romain Rolland – década de 1930
- Educación y lucha de clases – publicado entre 1934 e 1937
- Estudios de Psicología – publicado postumamente (data incerta, após 1938)[3]